# Умбиликопластика

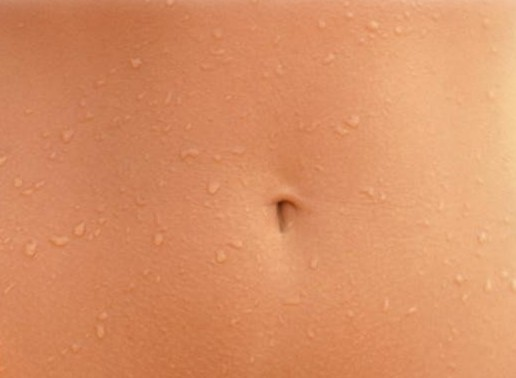
Пуп

Умбиликопластика (пластика пупка) — пластическая операция по изменению формы пупка. Применяется, когда пупок деформирован после медицинских операций, беременности, возрастных изменений, пирсинга. Более популярна у женщин.
Также применяется для коррекции выпуклой формы пупка, которая могла сформироваться в младенчестве. Хотя не существует общепризнанных стандартов красоты пупка, тем не менее, некоторые люди считают воронкообразный пупок более эстетически привлекательным, чем выпуклый.
Операция обычно проводится под местной анестезией. В большинстве случаев длительность простой операции составляет около одного часа, период восстановления после операции занимает около двух часов. Однако более сложное хирургическое вмешательство может занять 3-4 часа в амбулаторных условиях под общим наркозом и временем восстановления до нескольких недель.
Стоимость косметической операции по коррекции пупка в США по состоянию на 2016 год составляла 2500-5000 долларов (в зависимости от расположения клиники), в Италии по состоянию на 2009 год — 1500 евро.